# Чесний злодій
Чесний злодій — кримінальний бойовик; зняв режисер Марк Вільямс. Це другий його фільм як режисера після стрічки 2016 року «Мисливець з Волл-стріт» (A Family Man) — до того він займався продюсуванням. Сценарій Вільямс написав спільно зі Стівом Оллрічем. У США фільм вийшов 9 жовтня 2020 року.

## Стислий зміст
Довгі роки Том Картер займався пограбуванням банків і набув неабиякої майстерності в цій справі: за вісім років дванадцять вдалих пограбувань, дев'ять мільйонів готівкою. Та гроші він не витрачає, а вирішує сховати в комірці на складі, що здається в оренду. Але в конторі складу він зустрічає Енні Вілкінз — вона розведена, працює клерком і заочно вивчає психологію.
Закохавшись у жінку, Том захотів жити з нею разом звичайним спокійним життям. Але він не хоче брехати коханій, тож телефонує у ФБР та поропонує угоду — він здається, повертає всі гроші, а за це отримує пом'якшення вироку. Але два агента ФБР, Нівенз і Голл, спокушаються такою значною сумою і вирішують привласнити гроші, а самого Тома вбити.
На біду в готель, де вони зустрічаються з Томом випадково нагодився старший агент Бейкер. Нівенз стріляє у Бейкера і намагається застрелити Тома, але вправний боєць зав'язує боротьбу і йому вдається втікти.
Тепер Тому доведеться докласти всі сили та здібності у володінні зброєю і вибухівкою, щоб захистити свою жінку, зняти з себе неправдиві обвинувачення та викрити злочинних ФБРівців.

## Знімались
- Ліам Нісон — Том Картер
- Кейт Волш — Енні Вілкінс
- Джай Кортні — агент Нівенс
- Джеффрі Донован — агент Мейєрс
- Ентоні Рамос — агент Холл
- Роберт Патрік — агент Сем Бейкер
- Жасмін Сефас Джонс — Бет Галл